# 질 웰렌

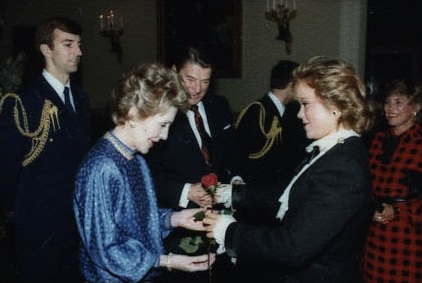

질 휄런(Jill Whelan, 1966년 9월 29일 ~ )은 미국의 배우, 가수이다.
오클랜드에서 태어났다.

## 출연 작품
- 6 디그리즈 오브 헬 (2012년) - 질 역
- 샌드맨 (1998년)
- 에어플레인 (1980년)

### 텔레비전
- 꿈꾸는 낙원 (1978년)
- 사랑의 유람선 (1977년)